# Dignitas Personae
Dignitas personae é uma Instrução da Congregação para a Doutrina da Fé, órgão da Santa Sé, sobre algumas questões de bioética. A Instrução vai subscrita pelo cardeal William Levada, Prefeito da Congregação, é datada de 8 de setembro de 2008 e foi aprovada pelo Papa Bento XVI em 20 de junho de 2008. O documento tem a intenção de atualizar as orientações da Instrução Donum vitae publicada vinte anos antes, tendo em vista os avanços científicos ocorridos neste período.
A todo o ser humano, desde a concepção até à morte natural, deve reconhecer-se a dignidade de pessoa. Este princípio fundamental, que exprime um grande «sim» à vida humana, deve ser colocado no centro da reflexão ética sobre a investigação biomédica, que tem uma importância cada vez maior no mundo de hoje. O Magistério da Igreja já interveio outras vezes para esclarecer e resolver os problemas morais relativos a essa matéria. De particular relevância foi a Instrução Donum vitae. Vinte anos depois da sua publicação, achou-se oportuno proceder a uma actualização desse documento.

A instrução consta de três partes: "a primeira recorda alguns aspectos antropológicos, teológicos e éticos de importância capital; a segunda enfrenta novos problemas em matéria de procriação; a terceira examina algumas novas propostas terapêuticas que comportam a manipulação do embrião ou do património genético humano."

## Estrutura do documento
- I. Aspectos antropológicos, teológicos e éticos da vida e da procriação humana.

- II. Novos problemas em matéria de procriação.

As técnicas de ajuda à fertilidade.
- Fecundação in vitro e eliminação voluntária dos embriões.
- A Intra Cytoplasmic Sperm Injection (ICSI).
- O congelamento dos embriões.
- O congelamento de ovócitos.
- A redução embrionária.
- O diagnóstico pré-implantatório.
- Novas formas de intercepção e contra-gestação.

- III. Novas propostas terapêuticas que comportam a manipulação do embrião ou do patrimônio genético humano.

- A terapia genética.
- A clonagem humana.
- O uso terapêutico das células estaminais.
- Tentativas de hibridação.
- O uso de «material biológico» humano de origem ilícita.

IV. Conclusão.
O documento conclui dizendo que é necessário proteger os seres humanos que se encontram na situação mais frágil e mais fraca:
Como, há um século, era a classe operária a ser oprimida nos seus direitos fundamentais, e a Igreja com grande coragem a defendeu, proclamando os sacrossantos direitos da pessoa do trabalhador, assim agora, quando uma outra categoria de pessoas é oprimida no direito fundamental da vida, a Igreja sente o dever de, com a mesma coragem, dar voz a quem não a tem. O seu é sempre o grito evangélico em defesa dos pobres do mundo, de quantos são ameaçados, desprezados e oprimidos nos seus direitos humanos.

## Ligação externa
- «Instrução Donum vitae»
- «Instrução Dignitas personae»